# Napoleonsweg

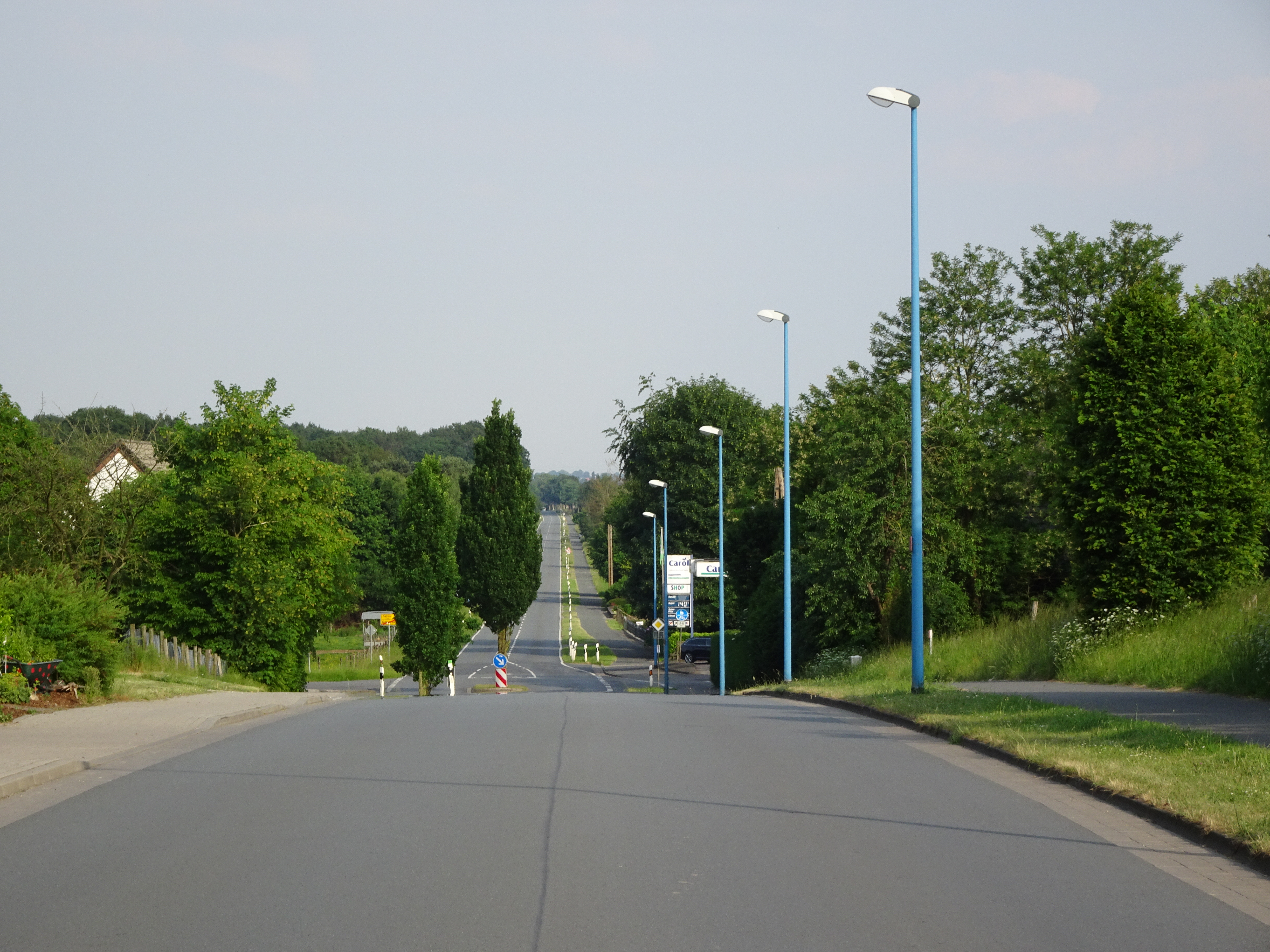

Een Napoleonsweg is een verharde weg vaak voor het eerst aangelegd tijdens het bewind van Napoleon Bonaparte (1799-1814). Deze wegen zijn oorspronkelijk gepland door het Franse leger om snel militaire troepen en materieel te kunnen verplaatsen en dus meestal kaarsrecht aangelegd. Dit in tegenstelling tot oudere in de loop van vele eeuwen  'natuurlijk' gevormde wegen die, vaak het drogere terrein volgend, slingerend in het landschap liggen. Tegenwoordig zijn Napoleonswegen vaak provinciale wegen.
De Napoleonsweg van Parijs naar Amsterdam kwam in 1813 gereed. Deze werd onder meer door Spaanse krijgsgevangenen aangelegd. Een deel van het tracé wordt in Nederland ingenomen door de Rijksweg 27, maar sommige stukken van deze kaarsrechte weg vallen erbuiten. Zo liep de weg in Noord-Brabant door het centrum van Geertruidenberg en Oosterhout en vervolgens als Bredaseweg en Oosterhoutse Weg naar Breda, vervolgens als Rijsbergse Weg naar Rijsbergen, dan via Zundert en Wernhout als Wernhoutse Weg via de Belgische grens naar Wuustwezel, en zo verder naar Wijnegem en Antwerpen. De weg werd met kasseien verhard in een tijd dat verharde wegen nog een zeldzaamheid waren.
Andere bekende Napoleonswegen zijn de provinciale weg 273 in Nederlands-Limburg tussen Blerick en Ittervoort, en de N79/N278 in Belgisch- en Nederlands-Limburg tussen Tongeren en Maastricht (in laatstgenoemde stad Tongerseweg genaamd).
Een gevaar dat bij dit type weg kan optreden is trance. Door het repetitieve karakter van de bomen langs de rechte weg raakt de bestuurder in een dagdroom en krijgt last van een soort polderblindheid.